# Amblyglyphidodon
Amblyglyphidodon è un genere di pesci marini appartenenti alla famiglia Pomacentridae e alla sottofamiglia Pomacentrinae.

## Distribuzione e habitat
L'areale comprende l'intero Indo-Pacifico tropicale.
Vivono nelle barriere coralline e molte specie sembrano legate alla presenza di gorgonie e di madrepore del genere Acropora.

## Descrizione
Sono pesci di piccola taglia, di solito attorno ai 10 cm o meno.

## Tassonomia
Il genere comprende 11 specie:
- Amblyglyphidodon aureus
- Amblyglyphidodon batunai
- Amblyglyphidodon curacao
- Amblyglyphidodon flavilatus
- Amblyglyphidodon flavopurpureus
- Amblyglyphidodon indicus
- Amblyglyphidodon leucogaster
- Amblyglyphidodon melanopterus
- Amblyglyphidodon orbicularis
- Amblyglyphidodon silolona
- Amblyglyphidodon ternatensis